# Letlands årlige sportspris
Letlands årlige sportspris (lettisk: Latvijas Gada balva sportā) er en årlig begivenhed, som har fundet sted siden 2005, hvor det forgangne års bedste sportsfolk tildeles priser for deres indsats. Ceremonien organiseres af Igo Japiņa Sportagentur og Letlands Olympiske Komité. Priser uddeles i forskellige kategorier til både kvinder og mænd. Der findes også særlige priser, som uddeles enten for livslang sportsindsats eller årets populæreste sportsperson – bedømt af andre sportsfolk.
| År   | Årets Sportsmand   | Årets Sportskvinde       | Årets stigende stjerne | Livslang Sportsindsats |
| ---- | ------------------ | ------------------------ | ---------------------- | ---------------------- |
| 2005 | Viktors Ščerbatihs | Jeļena Prokopčuka        | Poļina Jeļizarova      | Valentīns Mazzālītis   |
| 2006 | Mārtiņš Rubenis    | Jeļena Prokopčuka        | Ernests Gulbis         | Jānis Kvēps            |
| 2007 | Viktors Ščerbatihs | Jeļena Prokopčuka        | Aiga Grabuste          | Uljana Semjonova       |
| 2008 | Māris Štrombergs   | Anete Jēkabsone-Žogota   | Sinta Ozoliņa          | Vilnis Baltiņš         |
| 2009 | Jānis Miņins       | Anete Jēkabsone-Žogota   | Anastasija Sevastova   | Jānis Lūsis            |
| 2010 | Martins Dukurs     | Ineta Radēviča           | Artjoms Rudņevs        | Gunārs Jākobsons       |
| 2011 | Martins Dukurs     | Ineta Radēviča           | Zigismunds Sirmais     | Jānis Serģis           |
| 2012 | Māris Štrombergs   | Ineta Radēviča           | Laura Ikauniece        | Valija Drauga          |
| 2013 | Martins Dukurs     | Anastasija Grigorjeva    | Zemgus Girgensons      | Imants Pļaviņš         |
| 2014 | Martins Dukurs     | Anastasija Grigorjeva    | Jeļena Ostapenko       | Miķelis Rubenis        |
| 2015 | Martins Dukurs     | Laura Ikauniece-Admidiņa | Kristaps Porziņģis     | Jānis Siliņš           |
| 2016 | Kristaps Porziņģis | Laura Ikauniece-Admidiņa | Rebeka Koha            | Ainārs Eglons Leja     |